# Метрополис
 Тази статия е за понятието от урбанистиката.  За филма вижте Метрополис (филм).  
Метрополис, срещано и като метрополия, e много голям град, доминиращ в своята урбанизирана област, наречена метрополен регион или метрополисен регион. Този град е най-значимият икономически, политически и културен център на региона, както и важен център за регионални и международни връзки. Терминът се използва за големи градове или урбанизирани райони, чието население може да е от 1 до 5 и повече милиона жители. Големите градове, които са част от урбанизирана територия, но не са неин център, не са метрополиси, а само част от нея.

## Етимология и използване
Думата произлиза от гръцкото Greek μήτηρ, mētēr, означаващо „майка“, и πόλις, pólis, означаващо „град“. Така в античните гръцки колонии са наричали града-майка на колонизаторите, с който те запазват здрава връзка.
Според Български тълковен речник метрополия е столица или голям град на урбанизиран район. Прилагателните „метрополен“ (от „метрополия“) и „метрополисен“ (от „метрополис“) и производните им по род и число не са добили голяма популярност на български. Няма никакво основание при превод да се използват форми като „метрополитен“ и дори „метрополитански“.
Понякога прилагателните се употребяват и в съкратения си вариант „метро-“ – например метро-обхват на кабелна мрежа (MAN).

## Ню Йорк
Ню Йорк e често посочван като особен пример за метрополис заради това, че има значително влияние върху световните финанси, търговия, медии, изкуство, мода, изследвания, технологии, образование и развлечение. В този смисъл дори е възприеман за икономическа и културна столица на света.